# Georges Lentz
Georges Lentz (Luxemburg, 22 d'octubre de 1965) és un compositor contemporani que resideix a Austràlia des de 1990.
Va estudiar música al Conservatori de Luxemburg, el Conservatoire National Supérieur de Musique de París (1982-1986) i la Musikhochschule de Hannover (1986-1990).
La seva música es veu influïda per l'astronomia i la pintura dels aborígens australians. És considerat un dels compositors més importants d'Austràlia.
El 1991 es va unir a l'Orquestra Simfònica de Sidney i el 1997 va guanyar el Paul Lowin Prize per a composició orquestral, el premi de composició de major prestigi a Austràlia.